# NanoTruck
| nanoTruck                                                               | nanoTruck                                   |
| ----------------------------------------------------------------------- | ------------------------------------------- |
| "Ausstellungsfahrzeug der Initiative nanoTruck - Treffpunkt Nanowelten" |                                             |
| Technische Fahrzeugdaten                                                |                                             |
| Fahrzeuglänge:                                                          | 16,50 m                                     |
| Fahrzeugbreite:                                                         | 2,55 m                                      |
| Fahrzeugbreite im Ausstellungszustand:                                  | 7,50 m                                      |
| Fahrzeughöhe:                                                           | 4,00 m                                      |
| Fahrzeughöhe im Ausstellungszustand:                                    | 6,20 m                                      |
| Gesamtgewicht:                                                          | 37 t                                        |
| Fremdstrom:                                                             | 32 A CEE, 380 V, 20 kW                      |
| max. Zuleitung im Fahrzeug:                                             | 100 m                                       |
| Stellfläche mindestens:                                                 | 19 × 9 m                                    |
| Ausstellungsraum                                                        |                                             |
| Grundfläche EG:                                                         | ca. 60 m²                                   |
| Grundfläche OG:                                                         | ca. 34 m²                                   |
| Länge:                                                                  | 13,50 m                                     |
| Breite:                                                                 | 7,50 m                                      |
| Höhe EG:                                                                | 2,30 m / 2,10 m                             |
| Höhe OG:                                                                | 2,10 m                                      |
| Projektverantwortung                                                    |                                             |
| Initiator und Veranstalter:                                             | Bundesministerium für Bildung und Forschung |
| Projektträger:                                                          | VDI Technologiezentrum GmbH                 |
| Projektagentur:                                                         | Flad & Flad Communication GmbH              |

Der nanoTruck war ein Ausstellungsfahrzeug und das Kernelement der gleichnamigen mobilen Informations- und Dialoginitiative zur Nanotechnologie des Bundesministeriums für Bildung und Forschung (BMBF).

## Überblick
Der doppelstöckige nanoTruck war von 2004 bis 2015 jährlich an circa 220 Einsatztagen an bis zu 100 Standorten in ganz Deutschland unterwegs und bot mit einer Exponatschau, Nano-Kino, Multimedia-Terminals sowie multifunktionalen Präsentations- und Veranstaltungsflächen theoretischen und praktischen Zugang zur Nanotechnologie. Dabei wurden jährlich rund 110.000 Besucher erreicht.  Die 2004 anlässlich des „Jahres der Technik“ gestartete Initiative wurde zweimal in unterschiedlich konzeptionierten und jeweils erweiterten Kampagnen neu aufgelegt (2008 und 2011). Die letzte Tour startete im April 2011 unter dem Kampagnentitel „nanoTruck – Treffpunkt Nanowelten“ und endete planmäßig am 31. März 2015.

## Ziele der Initiative nanoTruck
Der Grundgedanke der Kampagne war es, Informationen über die Querschnittstechnologie direkt zu den Menschen zu bringen. Mit der Initiative sollte die Öffentlichkeit frühzeitig über die Chancen und potenziellen Risiken der Nanotechnologie informiert, ihre Ideen gefördert und neue Perspektiven für einen erfolgreichen Berufsweg in einem aussichtsreichen Technologiefeld aufgezeigt werden. Eingebunden in den „Aktionsplan Nanotechnologie 2015“ der Bundesregierung hatte sich die Initiative nanoTruck die verständliche Information und Kommunikation über eine der Schlüsseltechnologien des 21. Jahrhunderts zum Ziel gesetzt. Als bundesweite Dialoginitiative zur Nanotechnologie richtete sich der nanoTruck  dabei insbesondere an Jugendliche, Schülerinnen und Schüler.
Im Fokus des nanoTruck-Veranstaltungs- und Informationsprogramms standen die Vermittlung von Wissen über nanotechnologische Innovationen in verschiedenen Anwendungsfeldern, über die begleitende Risikoforschung, Netzwerke, fachspezifische Studiengänge und Ausbildungsmöglichkeiten. In Workshops, Praktika, Vortrags- und Dialogveranstaltungen insbesondere für Jugendliche, Verbraucher sowie kleine und mittlere Unternehmen, sollte die Beschäftigung mit der Nanotechnologie in der Schule, zu Hause, im Betrieb und am Arbeitsplatz gefördert werden.
Als Instrument der Hightech-Strategie der Bundesregierung hatte die Informationskampagne das Ziel, einen Beitrag zur Stärkung des Standortes Deutschland im Wettbewerb um die  innovativsten Ideen im Bereich der Schlüsseltechnologie Nanotechnologie zu leisten.

## Kampagnenchronik

### Reise in den Nanokosmos  (2004)

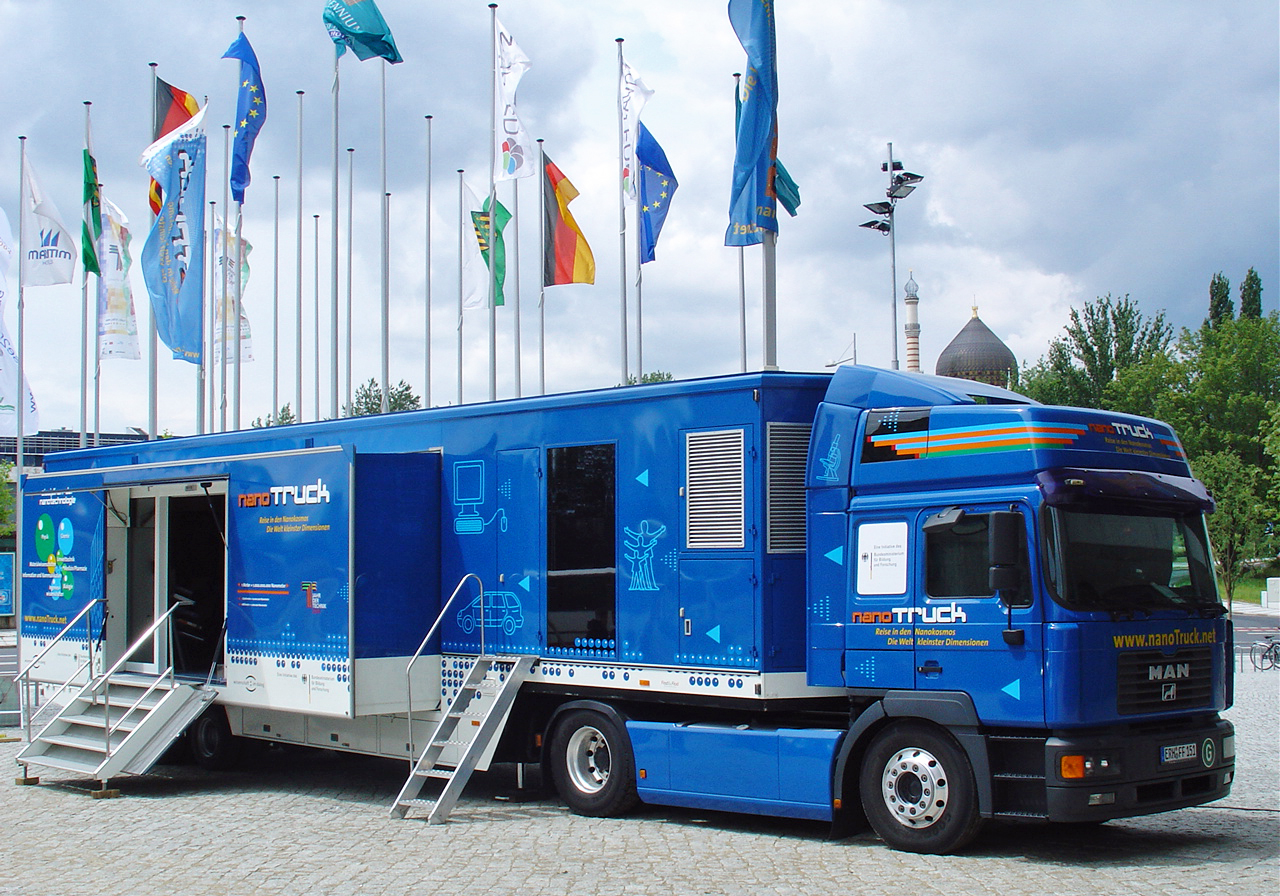
Der erste nanoTruck im Juli 2004

Ihre Premiere feierte die BMBF-Initiative „nanoTruck“ bei der Auftaktveranstaltung zum „Jahr der Technik“ auf dem Potsdamer Platz in Berlin am 28. Januar 2004. Ursprünglich war die Kampagne nur für ein Jahr angelegt worden. Als Reaktion auf den großen Erfolg verlängerte das BMBF die Initiative jedoch über den Aktionszeitraum des „Jahres der Technik“ hinaus für drei weitere Jahre. Innerhalb weniger Wochen nach dem Start des nanoTrucks war die Tour bundesweit bereits für 99 Termine ausgebucht – darunter auch ein Auslandstermin in Brüssel. Bereits im ersten Jahr der Kampagne besuchten über 107.000 Menschen den nanoTruck.

### Nanokosmos – Die Welt kleinster Dimensionen (2005–2007)
In den Jahren 2005 bis 2007 wurde die Initiative „nanoTruck“ unter dem Konzept des Ursprungsjahres unverändert fortgesetzt. Das während der ersten Kampagnen-Tour bis Ende 2007 eingesetzte Ausstellungsfahrzeug unterschied sich technisch als auch gestalterisch deutlich von den Nachfolgemodellen. Die Seitenwände konnten auch damals schon ausgefahren werden, wodurch der erste nanoTruck auf ca. 60 m² Ausstellungs- und Veranstaltungsfläche Platz für eine teilweise interaktive Ausstellung, Lasershow, Multimediapräsentationen, Ausstellungsführungen, Vorträge und Diskussionsrunden bot. Von Beginn an weckte das Roadshowfahrzeug auch Interesse im europäischen Ausland, so dass neben dem regulären Tourplan in Deutschland auch drei Besuche in den Niederlanden, Polen und in der Schweiz realisiert wurden. Von 2005 bis 2007 besuchten ca. 329.000 Menschen an 396 Standorten den nanoTruck.

### Hightech aus dem Nanokosmos (2008–2010)

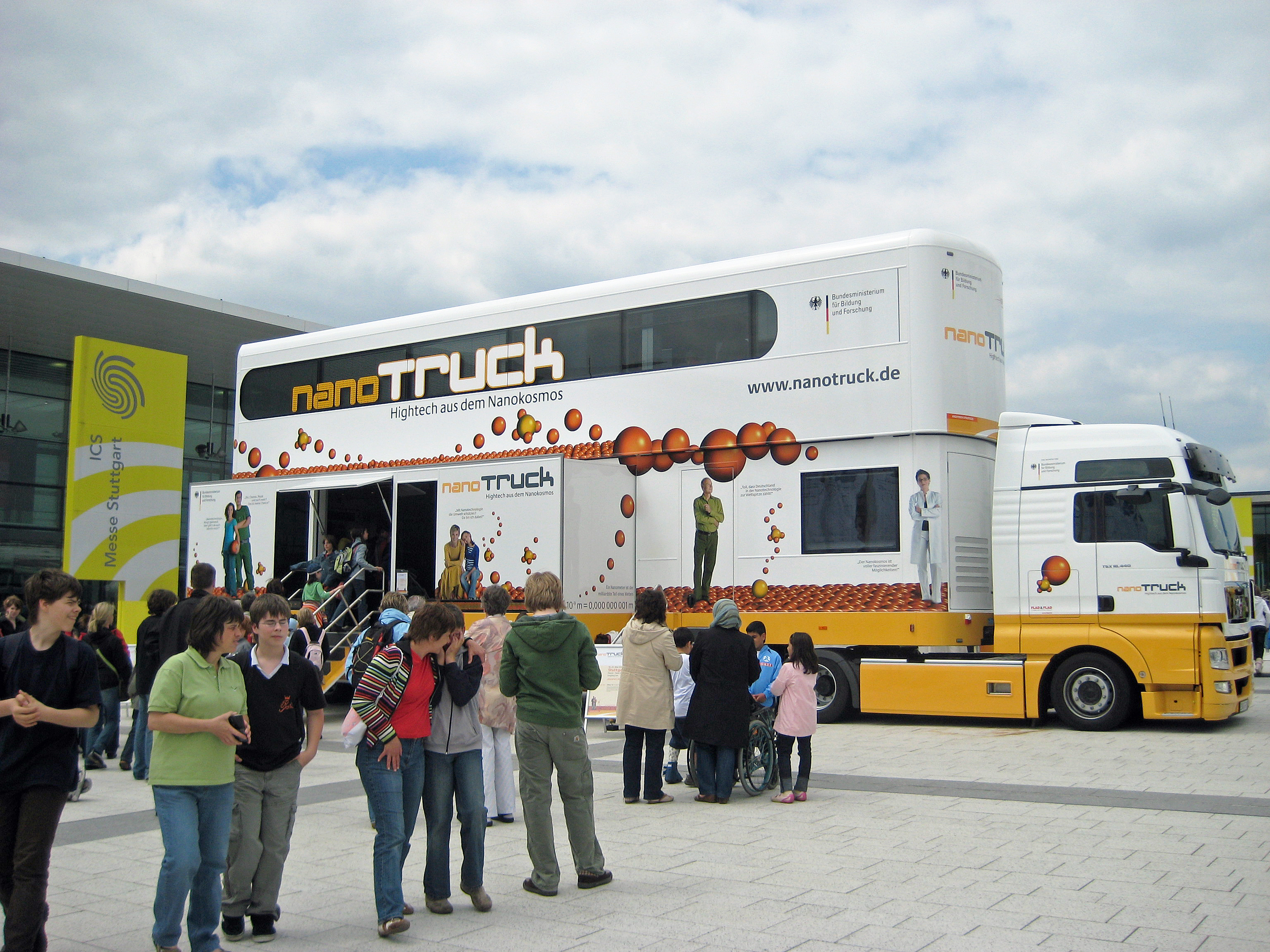
Der nanoTruck beim IdeenPark in Stuttgart im Mai 2008

Ihren ersten Auftritt hatte die sowohl konzeptionell als auch technisch überarbeitete zweite Kampagne der BMBF-Initiative „nanoTruck“ auf der Bildungsmesse didacta in Stuttgart am 19. Februar 2008. Das neue Ausstellungsfahrzeug ließ sich nun im aufgebauten Zustand nicht mehr nur seitlich, sondern auch nach oben hin ausfahren, womit die Gesamtfläche des Trucks um über 30 Quadratmeter anwuchs. Jetzt standen mit der neuen  zweiten Etage 94 m² Aktionsraum zur Verfügung, der einerseits für eine erweiterte Exponatschau, Nano-Kino mit Projektor und Leinwand im Obergeschoss und einen Laborbereich im Eingangsbereich genutzt wurde. Das Fahrzeug war nun den Grundfarben des Corporate Designs des BMBF und der Hightech-Strategie für Deutschland angepasst.
Eine didaktische Vermittlung der Nanotechnologie stand deutlicher im Mittelpunkt. Unter dem Motto „Sensibilisieren – Informieren – Qualifizieren“ war die Aktion „nanoTruck“ gezielt auf Interaktion und Dialog ausgerichtet. Hierzu wurden etwa Workshops und Praktika speziell für Schülerinnen und Schüler angeboten. Zu diesem Zweck wurde auch im Vergleich zur Vorgänger-Kampagne die durchschnittliche Standzeit an den Aufenthaltsorten von ein bis zwei auf zwei bis drei Tage erhöht.
Auch während der zweiten Kampagnen-Tour konnten wieder Auslandsaufenthalte realisiert werden, diesmal in Frankreich, Tschechien und Belgien. Insgesamt lagen zum Ende der zweiten Kampagne 28 internationale Anfragen für den nanoTruck vor. Grundsätzlich bilden Auslandseinsätze des nanoTruck jedoch die Ausnahme. Sie finden in der Regel nur im Kontext europäischer Wissenschafts- und Bildungsveranstaltungen statt.
Im Zeitraum von Februar 2008 bis Dezember 2010 besuchten rund 344.000 Menschen an 307 Standorten den nanoTruck.

### „nanoTruck – Treffpunkt Nanowelten“ (seit 2011)

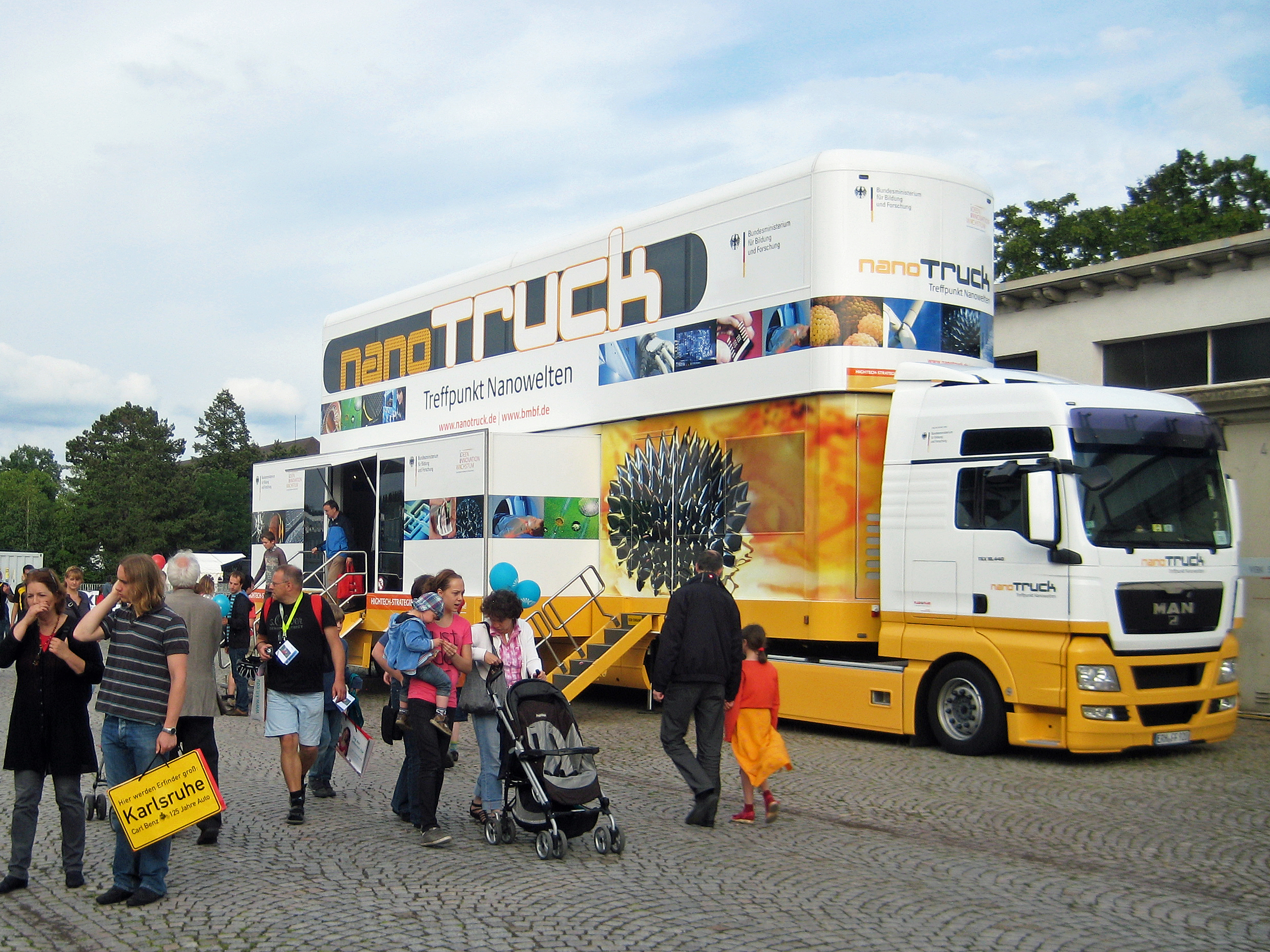
Der nanoTruck beim Tag der offenen Tür am Karlsruher Institut für Technologie im Juli 2011

Die dritte nanoTruck-Kampagne startete am 4. April 2011 auf der Hannover Messe mit abermals überarbeitetem Design und Veranstaltungskonzept und endete planmäßig am 31. März 2015. Das Corporate Design von BMBF und Hightech-Strategie der Bundesregierung wurde in der Außengestaltung des dritten und letzten nanoTrucks zwar beibehalten. Doch insbesondere die Bildwelten, der Laborbereich und die Exponatschau im Innenraum wurden neu gestaltet. Äußerlich zog vor allem das neue „Key Visual“ der Kampagne „Treffpunkt Nanowelten“ die Blicke auf sich. Zu sehen war die Rosensweig-Struktur eines Ferrofluids, das in der Nano-Medizin bereits erfolgreiche Anwendung findet (Einsatz von eisenoxidhaltigen Nanopartikeln bei der Behandlung bestimmter Hirntumore). Zur Ausstattung im Inneren des Ausstellungs-Sonderfahrzeugs gehörte auch ein kompaktes Tabletop-Rasterelektronenmikroskop, das insbesondere in Schülerworkshops zum Einsatz kam. Stärker noch als in der Vorgängerkampagne war das nanoTruck-Konzept III auf Interaktion und Dialog ausgerichtet und ging damit auf die veränderten gesellschaftlichen Rahmenbedingungen ein. Denn die öffentliche Wahrnehmung der Nanotechnologie war von der stärkeren Präsenz des Themas Nanotechnologie in den Medien und der deutlichen Zunahme  nanotechnologisch beeinflusster Produkte geprägt. Auf die gesteigerte Risikowahrnehmung und das erhöhte Informationsbedürfnis der Verbraucher in Bezug auf „Nanoprodukte“ ging die Initiative „nanoTruck“ in ihrer dritten „Auflage“ ein, indem sie diese Anliegen direkt aufgriff und in einen offenen, transparenten und faktenbasierten Dialog überführte. Die Bevölkerung wurde dabei zur aktiven und nachhaltigen Partizipation am aktuellen und zukünftigen Diskurs ermutigt.